# Acolasis fragilis
Coenipeta fragilis là một loài bướm đêm trong họ Erebidae.